# Zona Verde

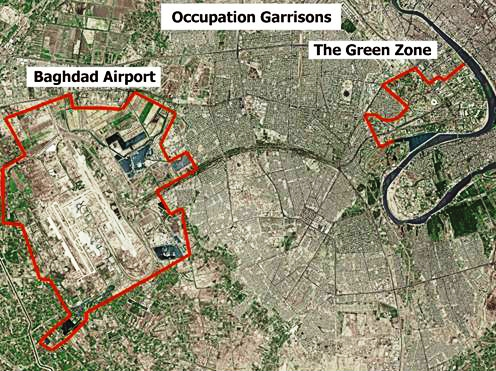
Vista aérea e mapa da Zona Verde em Bagdá.

Zona Verde (em árabe: المنطقة الخضراء, al-minṭaqah al-ḫaḍrā’) é um termo de origem militar referente à área mais segura de Bagdá após a invasão do Iraque em 2003. Trata-se de uma área de 10 quilômetros quadrados no distrito de Karkh, no centro de Bagdá, que foi o centro governamental da Autoridade Provisória da Coalizão durante a ocupação do Iraque após a invasão liderada pelos estadunidenses em 2003 e permanece sendo o principal ponto de presença ocidental na cidade. Seu nome oficial sob o Governo Interino Iraquiano seria Zona Internacional de Bagdá, embora "Zona Verde" permanecesse como o termo mais comumente usado.  Apesar de ser considerada uma área altamente segura, a Zona Verde sofreu inúmeros ataques desde que foi planejada.
Atualmente, esta zona verde abriga o parlamento e os serviços do governo iraquiano e a embaixada dos Estados Unidos no Iraque. 

## Pré-invasão
A Zona Verde era uma área extremamente fortificada no centro da capital iraquiana que serviu como sede dos sucessivos regimes iraquianos. Foi o centro administrativo do Partido Baath. A zona não era originalmente uma área para moradias de funcionários do governo, embora fosse o local de várias bases militares, ministérios do governo e palácios presidenciais habitados por Saddam Hussein e sua família. O maior deles foi o Palácio Republicano, sede do poder de Hussein.